# Sphaeromias candidatus
Sphaeromias candidatus är en tvåvingeart som först beskrevs av Friedrich Hermann Loew 1856.  Sphaeromias candidatus ingår i släktet Sphaeromias och familjen svidknott. Inga underarter finns listade i Catalogue of Life.